# Тропін
Тропін С7Н11N(СН3)(ОН) — структурний фрагмент атропіну, вторинний спирт, головна складова частина алкалоїдів, які витягаються з багатьох пасльонових рослин. Він є основою ряду алкалоїдів та їх структурних  аналогів. Вперше був отриманий Краутом з атропіну й свою назву отримав від атропіну.

## Хімічні властивості
Гідроксильна група тропіну займає аксіальне положення відносно піперидинового кільця. При кип'ятінні у розчині амілату натрію у аміловому спирті у атмосфері повітря тропін ізомеризується у псевдотропін із екваторіальною {\displaystyle \mathrm {OH} }-групою (утворюється рівноважна суміш у пропорції 9:1). Вважають, що під дією кисню повітря утворюється невелика кількість тропінону й створюється карбоніл-карбонільна окисно-відновна система. При каталітичній дії алкоголяту натрію рівновага зсувається через тропінон у напрямку термодинамічно більш стабільного псевдотропіну. На основі наступних перетворень можна встановити будову тропіну:
У кислому розчині тропін, як спирт, окиснюється у кетон тропінон, при окисненні перманганатом у лужному розчині карбонільна група залишається неторкнутою, а метильна група, яка знаходиться біля третинного азоту, відщеплюється.
Тропін перетворюється на псевдотропін у присутності двох штамів Bacillus alvei та Diplococcus.

### Отримання тропінону
У ядрі тропінону пірролідиновий залишок утворюється з диаміновалеріанової кислоти (орнітину, який є попередником у біосинтезі пірролідинових алкалоїдів), в утворенні другої частини кільця (як і у гігринах) беруть участь два ацетатних залишки.